# Aidia pycnantha
Aidia pycnantha är en måreväxtart som först beskrevs av Emmanuel Drake del Castillo, och fick sitt nu gällande namn av Deva D. Tirvengadum. Aidia pycnantha ingår i släktet Aidia och familjen måreväxter. Inga underarter finns listade i Catalogue of Life.